# Yuko Yoneda
Yuko Yoneda, född den 8 september 1979 i Hyōgo prefektur, Japan, är en japansk konstsimmare.
Hon tog OS-silver i lagtävlingen i konstsim i samband med de olympiska konstsimstävlingarna 2000 i Sydney.